# Open Source Day
День открытых источников (англ. Open Source Day, OSD) — международная конференция объединения сторонников ПО с открытым кодом в странах Центральной и Восточной Европы. Идеей организаторов конференции является презентация решений с открытым исходным кодом для более широкой аудитории, а также предприятий и государственной администрации в качестве безопасной и эффективной, экономически выгодной альтернативы патентованного программного обеспечения. Конференция проводится ежегодно с 2008 года в Варшаве.
Конференция должна стать площадкой для обмена опытом, создания сетей и презентации успешных внедрений решений с открытым исходным кодом, прежде всего, в таких областях, как виртуализация, облачные вычисления, базы данных, большие данные («биг дата»), информационная безопасность. День открытых источников поддерживается основными поставщиками глобального аппаратных (AMD, Arista, Hewlett-Packard, IBM, Intel, Yubico) и, прежде всего технологий и коммерческих услуг открытых источников (Alfresco, Azul Systems, eXo Platform, EnterpriseDB, DataStax, GitHub, Google, Hortonworks, Liferay, MongoDB, MonkeyFab, Puppet Labs, Red Hat, Zarafa, Zenoss, и т. д.), и другими организациями (Linux Professional Institute, OWASP.org).

## Продвижение Open Source
Создатели конференции предполагают,, что популяризация ПО с открытым кодом может вдохновить местные общины и местные органы власти, а также поощрять граждан к предпринимательству, для запуска новых предприятий, использующих ПО в соответствии с законом, но по доступной цене. Малые предприятия также должны — в соответствии с этим видением — предложить местную поддержку программного обеспечения с открытым исходным кодом, а также участвовать в создании и развитии этого типа программного обеспечения. Благодаря такому подходу конференция Open Source Day получила поддержку национальных властей, а также органов Европейского Союза, что привело к почётному патронажу: Министерством администрации и внедрения цифровых технологий (пол. Ministerstwa Administracji i Cyfryzacji), Министерством экономики, Министерством образования и Европейской комиссией.

## История
История конференции началась в 2007 году. Группа энтузиастов Open Source решила поделиться новостями из области проектов и реализаций, основанных на открытом программном обеспечении и распространять свою веру в большой потенциал рынка таких решений. Это событие привлекло небольшое количество участников, однако, открыло путь к лучше подготовленной следующей конференции (которая считается первой конференцией Open Source Day). С этого времени конференция проводится регулярно каждый год, и отмечается растущее число участников.

### Open Source Day 2008
Первая конференция Дня открытых источников состоялось 9 апреля в Centrum Hotel в Radisson SAS в Варшаве. Семь сессий было посвящено презентации результатов открытых источников в проекте государственного управления Copernic французского Министерства финансов, компьютеризации города Вены и шведской полиции. В презентациях были рассмотрены следующие открытые технологии: виртуализация, Xen, SELinux (Secure Linux), MetaMatrix и SOA.

### Open Source Day 2009
Вторая конференция состоялось 6 мая 2009 года в отеле Radisson Blu Sobieski в Варшаве. Присутствовали 350 участников. Организация мероприятия была поддержана основными технологическими партнёрами — Red Hat и IBM. В технические сессии включены: распределение виртуализации корпоративного класса Linux, сервера приложений и платформы SOA.

### Open Source Day 2010
Третья конференция прошла 12 мая 2010 года во Дворце культуры и науки в Варшаве. Присутствовало около 400 участников. Мероприятие поддержали 12 поставщиков технологий и 5 информационных партнёров. Конференцию открыл заместитель министра экономики Вальдемар Павляк, указавший на важную роль Open Source в качестве конкурентоспособной альтернативы закрытых, коммерческих решений, как возможность для национальной ИТ-среды в более широком участии в глобальной информационной революции. Тенденции в развитии Open Source с точки зрения Red Hat представил вице-президент Вернер Кноблич. Представлены технологии JBoss Middleware, СУБД PostgreSQL / MySQL EnterpriseDB, а также Alfresco, Zimbra.

### Open Source Day 2011
Четвёртая конференция состоялось 22 марта 2011 года во Дворце культуры и науки в Варшаве. Присутствовали около 500 участников. Мероприятие поддержали 11 поставщиков технологий и 6 информационных партнёров. Конференция проходила под эгидой Министерства образования. Пленарное заседание открыли представители Red Hat, EnterpriseDB и Zarafa. Технические сессии обсудили последние новости из новейших операционных систем Linux, баз данных, ESB, масштабируемости, мониторинга и безопасности ИТ.

### Open Source Day 2012
Пятая конференция прошла 8 мая 2012 года во Дворце культуры и науки в Варшаве. Присутствовали около 500 участников. Мероприятие поддержали 14 поставщиков технологий и 5 информационных партнёров. Конференция проходила под эгидой Европейской комиссии и Министерства администрации и внедрения цифровых технологий. Открыли конференцию представители Европейской комиссии, Hewlett-Packard, Red Hat Linux и Польши. В ходе технических сессий особо отмечена тема управления документами.

### Open Source Day 2013
Шестая конференция состоялось 14 мая 2013 года в Sheraton Hotel в Варшаве. Посетили конференцию около 600 участников и около 1500 человек смотрели онлайн-трансляцию. Мероприятие поддержали 9 поставщиков технологий и 5 информационных партнёров. Почетный патронат над конференцией установило Министерство администрации и внедрения цифровых технологий, министр которого, Михал Бони, открыл конференцию.

### Open Source Day 2014
Седьмой конференции по День открытых источников происходит 13-14 мая 2014 в Warsaw Marriott Hotel, в ней приняли участие более 700 участников из всей Польши и других стран, около 3000 зрителей смотрели онлайн-трансляцию. Мероприятие поддержали 20 поставщиков технологий и 10 информационных партнёров. Программа включала 29 лекций, панельную дискуссию и 6 семинаров о концепции Bring your own device (BYOD).

### Open Source Day 2015
Восьмая конференция прошла 23 апреля 2015 года в отеле Марриотт в Варшаве. Шефство над конференции взяло Министерство администрации и внедрения цифровых технологий. Мероприятие поддержали 16 поставщиков технологий (IBM, Intel, EnterpriseDB, Liferay, Orange Polska, Red Hat, Zabbix, Ericpol, Mirantis, Yubico, EMCA, GitHub, Microsoft, Pivotal, Linux Polska, B2B Sp. z oo) и 17 информационных партнёров. Ведущими темами конференции были: облачные технологии, инфраструктура и ИТ-безопасность. В мероприятии приняли участие более 750 участников, около 3000 пользователей смотрели онлайн-трансляцию. Во время дискуссии приглашенные эксперты обсудили возможности и угрозы, связанные с осуществлением технологии с открытым исходным кодом и тенденции рынка в этой области.

### Open Source Day 2016
Девятая конференция намечена на 26 апреля 2016 года в Варшаве, в отеле Marriott.